# Busara
Busara – miejscowość w Kenii położona 255 km na północny zachód od stolicy Kenii, Nairobi. Busara leży w dolinie ryftowej. W miejscowości działa szkoła podstawowa.

## Anomalia pogodowa z 2008 roku
W 2008 roku w miejscowości Busara spadł śnieg, pokrywając obszar około jednego kilometra kwadratowego. Z powodu tego typu anomalii pogodowej, szkoły oraz urzędy opustoszały, a mieszkańcy zaczęli dotykać śnieg, który w tych rejonach jest bardzo rzadkim zjawiskiem pogodowym. Śnieg utrzymał się przez 12 godzin.
Śnieg prawdopodobnie spadł w wyniku zderzenia dwóch mas powietrza – zimnego znad Oceanu Indyjskiego oraz z ciepłych prądów znad Konga. Lokalne władze przypuszczały, że nietypowy opad jest wynikiem wycięcia lasu w latach 1990-2008.
Opad śniegu spowodował duże szkody w uprawach ziemniaków i kukurydzy.